# Пахомов, Алексей Константинович
Алексе́й Константи́нович Пахо́мов (26 февраля [10 марта] 1912 — 25 ноября 1968) — советский лётчик-испытатель и военный деятель, участник Советско-финляндской и Великой Отечественной войн, после войны — лётчик-испытатель, затем заместитель начальника отдела управления боевой подготовки Военно-воздушных сил СССР, с 1963 года, в звании генерал-майора авиации, на должности заместителя председателя ЦК ДОСААФ. Герой Советского Союза (1952).

## Биография
Родился 26 февраля (10 марта) 1912 года в деревне Анкушино Вологодской губернии в семье крестьян. По национальности русский.
Окончил рабфак в Ленинграде. Член ВКП(б) с 1939 года.
В Красной Армии в 1929—1933 годах и с 1935 года. В 1937 году окончил Качинскую военную авиационную школу лётчиков.
Служил в 19-м истребительном авиационном полку. Вместе с ним участвовал в советско-финляндской войне 1939—1940 годов, где выполнил 63 боевых вылетов.
Участник Великой Отечественной войны с июня 1941 года. Воевал в том же 19-м истребительном авиаполку. В мае 1943 года переведён в Главное управление боевой подготовки фронтовой авиации ВВС РККА лётчиком-инструктором. До конца войны в многочисленных командировках на фронт продолжал участвовать в воздушных боях. В многочисленных воздушных боях сбил лично 7 и в группе 2 немецких самолётов.
В послевоенное время лётчик-испытатель научно-исследовательского института № 1, затем заместитель начальника отдела Управления боевой подготовки ВВС СССР.

Указом Президиума Верховного Совета СССР от 14 января 1952 года за успешное выполнение заданий командования и проявленные при этом мужество и отвагу гвардии полковнику Пахомову Алексею Константиновичу присвоено звание Героя Советского Союза с вручением ордена Ленина и медали «Золотая Звезда» (№ 9276).

В 1954 году окончил Военную академию Генерального штаба, а с 1963 года генерал-майор авиации Пахомов А. К. занимал должность заместителя председателя ЦК ДОСААФ, где возглавлял авиацию. С 1968 года — в запасе.
Жил в Москве. Умер 25 ноября 1968 года.

### Семья
- Жена — Людмила Ивановна Пахомова (1924—1993).
- Дочь — Людмила Алексеевна Пахомова (1946—1986) — советская спортсменка, чемпионка Олимпийских игр, неоднократная чемпионка мира, Европы и СССР в спортивных танцах на льду.

## Награды
- Медаль «Золотая Звезда» Героя Советского Союза.
- Два ордена Ленина.
- Пять орденов Красного Знамени.
- Два ордена Отечественной войны I степени.
- Два ордена Красной Звезды.
- Медали.

## Память
- Похоронен на Ваганьковском кладбище (участок № 13)[4]; рядом похоронены дочь и жена.
- В селе Октябрьское в Вологодской области в 2005 году в средней школе, которую окончил А. К. Пахомов, в память о нём открыта мемориальная доска.